# Shōnen Alice
Shōnen Alice (少年アリス?, Ragazzo Alice) è il quarto album studio della cantante giapponese Maaya Sakamoto, pubblicato il 10 dicembre 2003 dalla Victor Entertainment.

## Tracce
1. Uchū Hikōshi no Uta (うちゅうひこうしのうた, The Astronaut's Song?) - 3:48
2. Sora wo Miro (ソラヲミロ, Look at the Sky?) -	4:05
3. Scrap: Wakare no Uta (スクラップ～別れの詩, Scrap: Farewell Poem?) - 4:45
4. Makiba Alice! (まきばアリス!, Pasture Alice!?) - 4:49
5. Mahiru ga Yuki (真昼が雪, Midday Snow?) - 4:33
6. Kingfisher Girl (The Song of Wish You Were Here) - 3:29
7. Hero (ヒーロー?) - 2:47
8. Yoru (夜, Night?) . 4:41
9. Call to Me - 4:47
10. Hikari Are (光あれ, Let There Be Light?) - 4:25
11. Chibikko Folk (ちびっこフォーク, Little Folk?) - 4:02
12. Park Amsterdam (The Whole Story) - 4:05
13. 03 - 5:57
14. Okitegami (おきてがみ, Farewell Letter?) - 2:40

## Classifiche
| Classifica           | Posizione massima |
| -------------------- | ----------------- |
| Oricon Weekly Albums | 8                 |